# Solène Gallego
Pour les articles homonymes, voir Gallego.
Solène Gallego, née le 11 avril 1995 à Toulouse, est une nageuse française.
Elle est sacrée championne de France du 50 mètres brasse en 2017.
Elle remporte également le titre national du 50 mètres brasse aux Championnats de France de natation en petit bassin 2013 et aux Championnats de France de natation en petit bassin 2016 et le titre national du 100 mètres brasse aux Championnats de France de natation en petit bassin 2016.